# Kuolasjaure
Kuolasjaure är en sjö i Kiruna kommun i Lappland och ingår i Torneälvens huvudavrinningsområde. Sjön har en area på 1,79 kvadratkilometer och ligger 557 meter över havet. Kuolasjaure ligger i Torne och Kalix älvsystem Natura 2000-område. Sjön avvattnas av vattendraget Rautasälven (Rautasätno).

## Delavrinningsområde
Kuolasjaure ingår i det delavrinningsområde (755323-165373) som SMHI kallar för Utloppet av Kuolasjaure. Medelhöjden är 707 meter över havet och ytan är 21,11 kvadratkilometer. Räknas de 34 avrinningsområdena uppströms in blir den ackumulerade arean 804,14 kvadratkilometer. Rautasälven (Rautasätno) som avvattnar avrinningsområdet har biflödesordning 2, vilket innebär att vattnet flödar genom totalt 2 vattendrag innan det når havet efter 445 kilometer. Avrinningsområdet består mestadels av skog (37 procent) och kalfjäll (54 procent). Avrinningsområdet har 1,78 kvadratkilometer vattenytor vilket ger det en sjöprocent på 8,4 procent.